# Serényi Gusztáv
Serényi Gusztáv (Nagyvárad, 1880. szeptember 2. – Budapest, 1953. január 28.) újságíró.

## Életpályája
Műegyetemi tanulmányait Budapesten végezte el. 1911-től a Budapesti Hírlap fővárosi, majd közigazgatási rovatvezetője volt. 1919-ben részt vett a Területvédő Liga megalakításában. 1935-től a Magyarság munkatársa volt. 1936–1944 között a Szabadság felelős szerkesztője, Bajcsy-Zsilinszky Endre publicisztikai munkatársa volt.
A Magyar Mezőgazdasági Társaság és a Magyar Földbérlők Szövetségének egyik alapítója volt. Számos mezőgazdasági tárgyú művet írt.

## Családja
Szülei: Serényi Gusztáv (1825-1901) rendőrkapitány és Deák Borbála (1852-1930) voltak. 1912. december 22-én, Budapesten házasságot kötött Kaszab Katalinnal (1890-1963).
Sírja a Farkasréti temetőben található (21/1-2-91).

## Művei
- Sötét hatalom (regény, Budapest, 1905)
- Vért és pénzt (Budapest, 1911)
- Repülőgépen a föld körül (Budapest, 1912)
- Magyarország (Budapest, 1926)
- Hogyan csökkenthető a haszonbér (Budapest, 1931)